# M.Á.K.
Nem tévesztendő össze a következővel: Magyar Államkincstár.
A M.Á.K egy 1994-ben alakult magyar rockegyüttes, amely az évtized közepén vált ismertté, "A 7-esen" című dalának videóklipjével. Műfajilag a punk egy könnyedebb formájához állt legközelebb.Az együttesnek 3 hivatalos hanghordozója jelent meg, egy demó anyag és 2 nagylemez.Az utolsó teljes értékű album, az "Edge records" gondozásában látott napvilágot 2001g címmel. A feloszlás után, formáció tagjai később olyan más ismert zenekarok soraiban is feltűntek, mint a Soffi, a Kretens és a C.A.F.B.. 

## Történet

### Korai évek
A M.Á.K. "A-7-esen" című dala hónapokig az "A3" televíziós csatorna listájának legnépszerűbb dalai között szerepelt, aminek köszönhetően az együttes meghívást kapott Márton Csaba Bolondóra című műsorába is, egy egész estére szóló szereplésre. A Crossroads lemezkiadó hamarosan lemezszerződést kínált a csapatnak, ami Nagy Sándor énekes távozása miatt meghiúsult.1997-ben, Oroszi Iván, a Sugarloaf nevű együttes volt énekese csatlakozott a M.Á.K. gárdájához.A zenekar ezt követően érte el legnagyobb sikereit.

### Sokol 403 és feloszlás
A M.Á.K. igen sok alkalommal turnézott a C.A.F.B. együttessel, aminek eredményeképpen egy közös zenekar alakult, Sokol 403 néven.A formáció régi magyar könnyűzenei dalokat dolgozott fel. A M.Á.K. egyre ritkábban lépett színpadra és új lemezt sem rögzített, a 2001g című anyag után. 2004-ben, a zenekar 10 éves évfordulóját ünnepelve búcsúzott a közönségtől. A M.Á.K. tagjai ezt követően olyan elismert előadók soraiba távoztak, mint a Kretens, C.A.F.B. vagy a Soffi.

#### A név
A M.Á.K. együttes neve, a hivatalos zenekari honlap biográfiája szerint, egy közismert, a Budapesti Közlekedési Vállalat által használt rövidítés. "Megállóhelyek és átszállási kapcsolatok".

## Tagok

### Az utolsó ismert felállás
- Oroszi Iván
- Bartha János
- Doba Dániel
- Kováts Áron

### A korai felállás
- Nagy Sándor
- Bartha János
- Doba Dániel
- Kováts Áron

## Diszkográfia
- Demó (1995)
- Utolsó tangó Budapesten (1997)
- 2001g[2] (2001)